# Liste der Monuments historiques in Paimpont
Die Liste der Monuments historiques in Paimpont führt die Monuments historiques in der französischen Gemeinde Paimpont auf.

## Liste der Bauwerke
| Bezeichnung                      | Beschreibung                                     | Standort | Kennzeichnung | Schutzstatus | Datum | Bild           |
| -------------------------------- | ------------------------------------------------ | -------- | ------------- | ------------ | ----- | -------------- |
| Ehemalige Abteikirche Notre-Dame |                                                  | (Lage)   | PA00090651    | Classé       | 1966  | weitere Bilder |
| Ehemalige Schmiede               | auch auf dem Gebiet der Gemeinde Plélan-le-Grand | (Lage)   | PA35000019    | Inscrit      | 2001  | weitere Bilder |

## Liste der Objekte

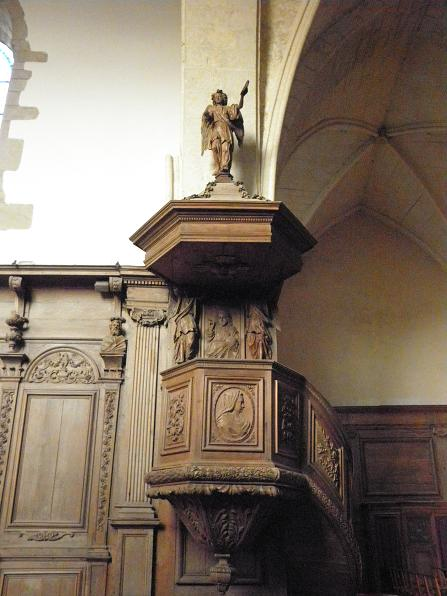
Kanzel (17. Jahrhundert) in der Kirche Notre-Dame

- Monuments historiques (Objekte) in Paimpont in der Base Palissy des französischen Kultusministeriums